# أول سيتي
أول سيتي (بالإنجليزية: Owl City) هو مشروع خاص بالموسيقى الإلكتروني تم إنشاؤه عام 2007 في أواتانا، مينيسوتا؛ وهو أحد المشاريع العديدة التي قام بها المغني وكاتب الأغاني العازف المتعدد آدم يونغ. أنشأ الشاب المشروع أثناء تجربته الموسيقى في قبو والديه. طور «يونغ» موقعًا على موقع التواصل الاجتماعي ماي سبايس، ومثله مثل العديد من الموسيقيين الذين حققوا نجاحًا في أواخر عام 2000، قبل التوقيع مع يونيفيرسال ريبوبليك ريكوردز، والآن ريبوبليك ريكوردز، في عام 2008.

## روابط خارجية
- أول سيتي على موقع IMDb (الإنجليزية)
- أول سيتي على موقع ميتاكريتيك (الإنجليزية)
- أول سيتي على موقع روتن توميتوز (الإنجليزية)
- أول سيتي على موقع ألو سيني (الفرنسية)
- أول سيتي على موقع ميوزك برينز (الإنجليزية)
- أول سيتي على موقع رولينغ ستون (الإنجليزية)
- أول سيتي على موقع أول موفي (الإنجليزية)
- أول سيتي على موقع أول ميوزيك (الإنجليزية)
- أول سيتي على موقع ديسكوغز (الإنجليزية)